# مارك إيديفا
مارك إيديفا (بالإنجليزية: Mark Eddiva؛ مواليد 16 فبراير 1986) هو مُقاتل فنون قتالية مختلطة فلبيني.

## وصلات خارجية
- مارك إيديفا على موقع يو إف سي (الإنجليزية)
- مارك إيديفا على موقع شيردوغ (الإنجليزية)
- مارك إيديفا على موقع Tapology.com (الإنجليزية)
- مارك إيديفا على موقع IMDb (الإنجليزية)